# Le Voyage en ballon (film, 1913)
Pour les articles homonymes, voir Le Voyage en ballon (homonymie).
Pour plus de détails, voir Fiche technique et Distribution.
Le Voyage en ballon (titre original : Amerika - Europa im Luftschiff) est un film allemand muet réalisé par Alfred Lind, sorti en 1913. 

## Fiche technique
- Titre original: Amerika - Europa im Luftschiff. Ein Zukunftsbild aus dem Jahre 2000
- Titre français : Le Voyage en ballon
- Réalisation : Alfred Lind
- Scénario : Erik Kay
- Cinématographie : Paul Adler
- Producteur : 	Franz Vogel
- Sociétés de production : Eiko Film
- Pays de production :  Empire allemand
- Lieu de tournage : Eiko-Atelier, Marienfelde, Tempelhof, Berlin[1]
- Format : Noir et blanc - 1,33:1- muet
- Durée : 1 127 mètres
- Dates de sortie :
  - Empire allemand : novembre 1913[2]
  - États-Unis :  6 janvier 1914

## Distribution
- Gussy Holl
- Hermann Seldeneck
- Hans Hubert Dietzsch
- Max Laurence